# Спамалот
Спамалот (англ. Spamalot) — комедийный мюзикл английской комик-группы «Монти Пайтон», написанный Эриком Айдлом и поставленный в 2004 году Майком Николсом. Сюжет основывается на фильме 1975 года «Монти Пайтон и Священный Грааль». Постановка была номинирована в 14 категориях на премию «Тони» и выиграла три из них.
Мюзикл рассказывает легенду о короле Артуре и рыцарях круглого стола, в которой король Артур отправляется по заданию Бога на поиски Святого Грааля.

## Роли
- Историк (рассказчик)
- Король Артур
- Владычица Озера
- Ланселот
- Галахад

## Музыка
| Акт I - Tuning - Overture - Historian’s Introduction to Act I — историк - Finland/Fisch Schlapping Dance - Monk’s Chant — Company - King Arthur’s Song (in the show, not in the original cast recording) — Король Артур, слуга - I am Not Dead Yet — Not Dead Fred, Ланселот, Робин и трупы - Come With Me — Король Артур, Владычица Озера и другие - Laker Girls Cheer - The Song That Goes Like This — Галахад и Владычица Озера - All For One — Король Артур, слуга и рыцари Круглого стола - Knights of the Round Table - The Song That Goes Like This (Reprise) — Владычица Озера - Find Your Grail — Владычица Озера и другие - Run Away! - The Intermission (исключено из шоу) | Акт II - Historian’s Introduction to Act II — историк - Always Look on the Bright Side of Life — Король Артур, слуга, рыцари Круглого стола и рыцари Ни - Brave Sir Robin — Робин и другие - You Won’t Succeed On Broadway — Робин и другие - The Diva’s Lament (Whatever Happened To My Part?) — Владычица Озера - Where Are You? — принц Герберт - Here Are You — принц Герберт - His Name Is Lancelot — Ланселот, принц Герберт и другие - I’m All Alone — король Артур, слуга и рыцари - Twice In Every Show — Король Артур и Владычица Озера - The Holy Grail — Король Артур, слуга и рыцари Круглого стола - Act II Finale - Always Look On the Bright Side Of Life — все |

## Награды
- 2005 — Тони за лучший мюзикл, лучшую режиссуру (Майк Николс) и за лучшую женскую роль (Сара Рамирес)
- 2005 — Drama Desk Award[1]
- Boston’s Elliot Norton Award

## Интересные факты
- По результатам опроса проведенным организацией «Children's Society» в 2008 году, каждый пятый британец хотел бы, чтоб на его похоронах играла песня «Always Look on the Bright Side of Life» (Всегда смотри на светлую сторону жизни), впервые прозвучавшая в раннем фильме Монти Пайтона «Житие Брайана по Монти Пайтону» (1979).[2]